# تاکینوئوئه، هوکایدو
تاکینوئوئه، هوکایدو (به لاتین: Takinoue, Hokkaido) یک منطقهٔ مسکونی در ژاپن است که در Okhotsk Subprefecture واقع شده‌است. تاکینوئوئه ۳٬۰۳۷ نفر جمعیت دارد.